# Afagua Manufai
Afagua Manufai ist der Sitz des administrativen Verwaltungsamtes Baucau in Osttimor. Es ist nach der Gemeindehauptstadt Baucau die zweitgrößte Ortschaft des Verwaltungsamts.

## Geographie
| Ortsteile von Afagua Manufai |                              |       |                |                              |       |
| Orte                         | Position                     | Höhe  | Orte           | Position                     | Höhe  |
| Afacaimau                    | 8° 31′ 35″ S, 126° 26′ 0″ O  | 309 m | Afagua Manufai | 8° 31′ 33″ S, 126° 26′ 11″ O | 309 m |
| Ledatame                     | 8° 31′ 56″ S, 126° 25′ 35″ O | 334 m | Uailili        | 8° 30′ 42″ S, 126° 26′ 33″ O | 309 m |
| Uaturau                      | 8° 31′ 14″ S, 126° 26′ 13″ O | 341 m |                |                              |       |

Afagua Manufai ist ein Konglomerat aus mehreren kleineren Siedlungen an der Überlandstraße von der Stadt Baucau nach Venilale weiter im Süden. Zu Afagua Manufai gehören neben der Kernsiedlung Afagua Manufai die Siedlungen Uailili, Uaturau (Waturau), Afacaimau und Ledatame. Die Bebauung dehnt sich bis in den Suco Gariuai aus. Hier liegen die Siedlungen Gariuai, Luboria, Uaturau und Maucale.